# Кідін-Нінуа
Кідін-Нінуа (аккад. Захисник Ніневії) — ассирійський правитель кінця XVII століття до н. е.